# Тилледа (Кифхойзер)
Тилледа (нем. Tilleda) — населённый пункт в немецкой федеральной земле Саксония-Анхальт. С 1 июля 2009 года входит в состав города Кельбра (Кифхойзер).

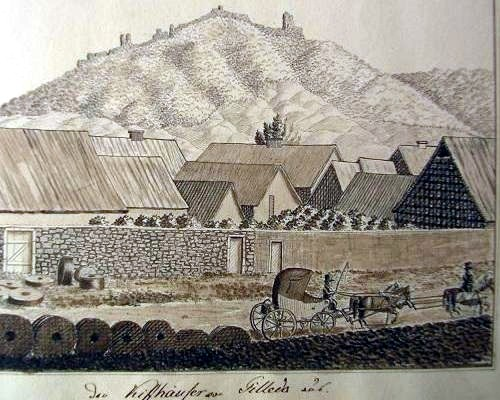
Тилледа / Кифхойзер, ~1820

Входит в состав района Зангерхаузен. Подчиняется управлению Гольдене Ауэ (Заксен-Анхальт). Население составляет 918 человек (на 31 декабря 2006 года). Занимает площадь 14,7 км². Официальный код — 15 2 66 045.